# Otterzivette
Die Otterzivette (Cynogale bennettii) ist eine an das Wasserleben angepasste Raubtierart aus der Familie der Schleichkatzen (Viverridae). Sie lebt in Südostasien und ist auch unter ihrem malaiischen Namen Mampalon bekannt.

## Merkmale
Untypisch für eine Schleichkatze hat die Otterzivette einen dicken, massigen Körper und einen sehr kurzen Schwanz. Ihre Kopfrumpflänge beträgt rund 57 bis 68 Zentimeter, hinzu kommt ein rund 13 bis 20 Zentimeter langer Schwanz. Das Gewicht dieser Tiere beträgt rund 3 bis 5 Kilogramm. Die Schnauze ist viel flacher und breiter als bei anderen Schleichkatzen. Das Fell ist graubraun. In Anpassung an das Wasserleben liegen die Nasenlöcher an der Oberseite der Schnauze und sind, wie die Ohröffnungen, verschließbar. Charakteristisch sind die stark verlängerten, weißen Tasthaare im Gesicht. Schwimmhäute sind nur an den Hinterbeinen vorhanden und auch dort nur wenig entwickelt.

## Verbreitungs und Lebensraum

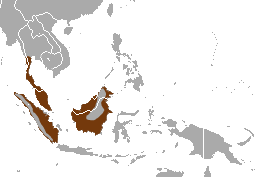
Verbreitungskarte der Otterzivette

Mampalons bewohnen die Malaiische Halbinsel und die Inseln Sumatra, Java und Borneo. Möglicherweise existiert noch eine zweite Population im nördlichen Vietnam und Südchina. Von dieser Population gibt es aber neben unbestätigten Sichtungen nur einen einzigen Fund, der 1926 in Nordvietnam gemacht wurde. Nach Meinung mancher Forscher stellt diese Population eine eigene Art, Cynogale lowei, dar.
Habitat der Otterzivetten sind Flussufer und Sumpfregionen innerhalb tropischer Regenwälder.

## Lebensweise

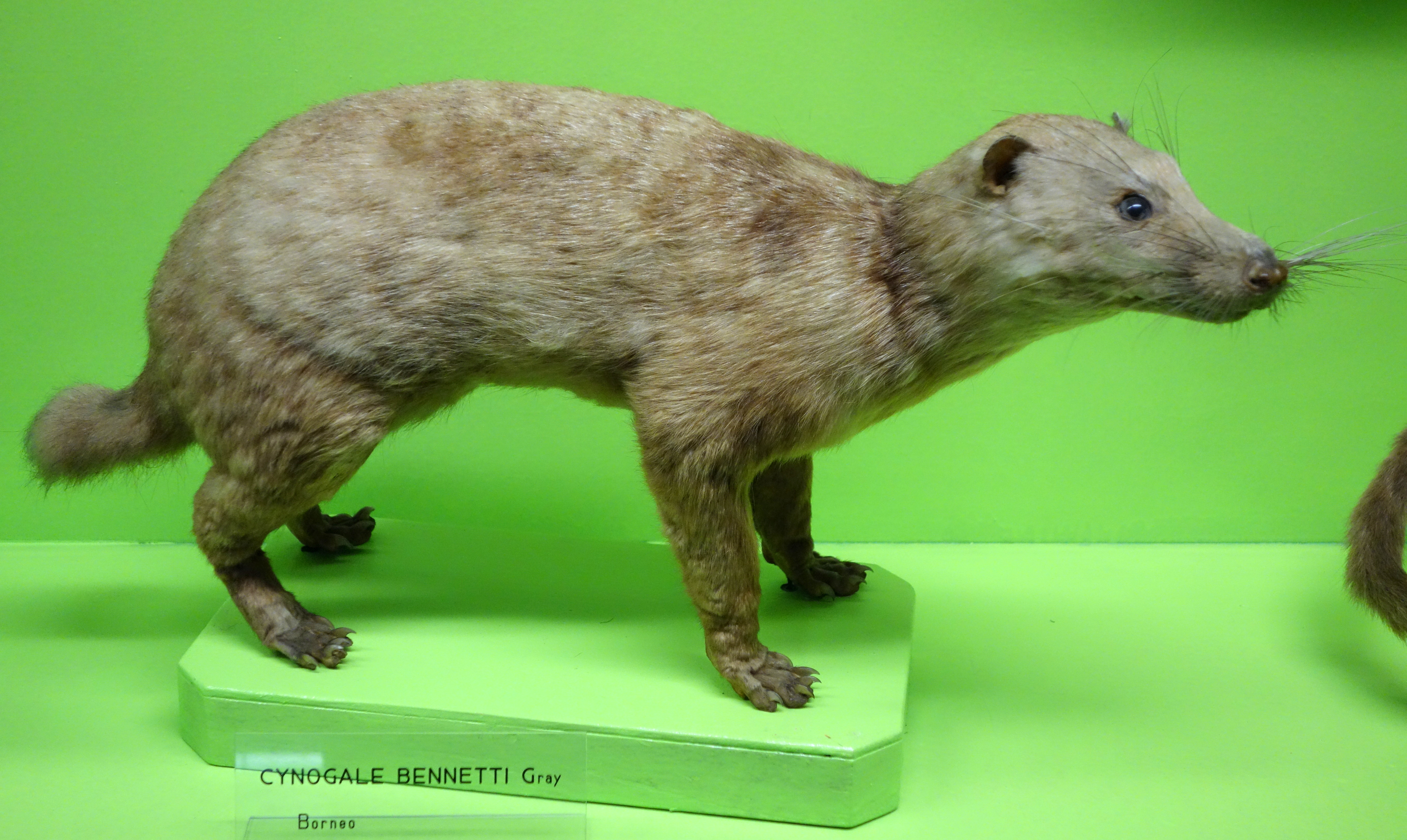
Otterzivette (Cynogale bennettii), ausgestopftes Exemplar

Die Otterzivette ist ein gewandter Schwimmer, bewegt sich aber ebenso oft an Land und kann auch auf Bäume klettern. Aufgrund ihrer nachtaktiven, zurückgezogenen Lebensweise ist nur wenig über ihr Verhalten bekannt.
Sie ernähren sich von Fischen, Muscheln und Krebsen, aber auch von Mäusen und Vögeln. Angeblich soll die Otterzivette wie ein Krokodil im Wasser liegen, nur die Nasenöffnungen herausschauend, um ans Wasser zum Trinken kommende Beute zu attackieren; diese Darstellungen werden aber von vielen Zoologen bezweifelt. Wie bei den meisten Schleichkatzen machen auch Früchte einen Teil der Nahrung aus.
Über die Fortpflanzung ist kaum etwas bekannt. Vermutlich liegt die Wurfgröße bei zwei oder drei Jungtieren.

## Bedrohung
Otterzivetten zählen zu den bedrohten Arten, die Hauptgefahr liegt im Verlust des Lebensraumes durch Waldrodungen. Da nur unzureichende Daten vorliegen, lässt sich die Größe der Gesamtpopulation nicht angeben. Die IUCN schätzt aber, dass der Bestand in den letzten 15 Jahren (drei Generationen) um die Hälfte abgenommen hat und listet sie als bedroht („endangered“).